# Associazione Del Calcio Di Vicenza 1914-1915
Questa voce raccoglie le informazioni riguardanti l'Associazione del Calcio in Vicenza nelle competizioni ufficiali della stagione 1914-1915.

## Organigramma societario
Area direttiva
- Presidente: Virginio Tonini

Area tecnica
- Allenatore: Giulio Fasolo

## Rosa
| N. |                   | Ruolo | Calciatore         |
| -- | ----------------- | ----- | ------------------ |
|    | Italia (bandiera) |       | Baggio             |
|    | Italia (bandiera) |       | Nereo Bertoli      |
|    | Italia (bandiera) | P     | Ernesto Bonavoglia |
|    | Italia (bandiera) |       | Bosaglia           |
|    | Italia (bandiera) |       | Aldo Casalini      |
|    | Italia (bandiera) |       | Dino Ciscato       |
|    | Italia (bandiera) |       | Cozza              |
|    | Italia (bandiera) |       | Umberto Donà       |
|    | Italia (bandiera) |       | Franzon            |

| N. |                   | Ruolo | Calciatore      |
| -- | ----------------- | ----- | --------------- |
|    | Italia (bandiera) |       | Antonio Galla   |
|    | Italia (bandiera) |       | Alberto Garelli |
|    | Italia (bandiera) |       | Ricci           |
|    | Italia (bandiera) |       | Adolfo Tonini   |
|    | Italia (bandiera) |       | Giuseppe Tonini |
|    | Italia (bandiera) |       | Gino Vallesella |
|    | Italia (bandiera) |       | Edgardo Zanon   |
|    | Italia (bandiera) |       | Giuseppe Zanon  |

## Prima Categoria

### Girone di qualificazione

#### Girone di andata
| Arbitro: | Brivio (Verona) |

|     |           |               |
| Gol | Marcatori | Bertoli Galla |

| Arbitro: | Barbon (Venezia) |

|                                   |           |  |
| Casalini Tonini Ad. Ricci Bertoli | Marcatori |  |

| Arbitro: | Storer (Venezia) |

|                                                                                        |           |                  |
| Cozza 12’ Garelli 66’ Bertoli 68’ Casalini 75’ (rig.) Tonini I 80’ Casalini 85’ (rig.) | Marcatori | 38’ aut. Zanon I |

| Arbitro: | Pedroni (Milano) |

|                      |           |           |
| Galla Ricci Casalini | Marcatori | Gol · Gol |

| Arbitro: | Storer (Venezia) |

|  |           |                  |
|  | Marcatori | Tonini Ad. Cozza |

#### Girone di ritorno
| Arbitro: | Resegotti (Milano) |

|                                                       |           |           |
| Vallesella Tonini Ad. Cozza Baggio G. Tonini Casalini | Marcatori | Gol · Gol |

| Arbitro: | Bortoletti (Venezia) |

|           |           |                          |
| Gol · Gol | Marcatori | Tonini Ad. Cozza Bertoli |

| Arbitro: | Tessari (Padova) |

|                 |           |       |
| Gol · Gol · Gol | Marcatori | Cozza |

| Arbitro: | Masperi (Brescia) |

|     |           |  |
| Gol | Marcatori |  |

| Arbitro: | Tessari (Padova) |

|                          |           |     |
| Cozza Tonini Ad. Bertoli | Marcatori | Gol |

### Girone Semifinali nazionali nord

#### Girone di andata
| Arbitro: | Masperi (Brescia) |

|                                          |           |  |
| L. Cevenini Agradi Asti Aebi A. Cevenini | Marcatori |  |

| Milano 14 febbraio 1915 | Juventus Italia | 2 – 0 A tavolino. | Vicenza |  |

| Arbitro: | Cattaneo (Milano) |

|                                  |           |   |
| Galla Vallesella A. Tonini Cozza | Marcatori | ? |

#### Girone di ritorno
| Vicenza 21 febbraio 1915 | Vicenza             | 0 – 0 | Inter | \| Arbitro: \| Cavallini[2] (Venezia) \| |
| Arbitro:                 | Cavallini (Venezia) |       |       |                                          |

| Arbitro: | Torazzi (Genova) |

|   |           |  |
| ? | Marcatori |  |

| Arbitro: | Tessari (Padova) |

|                                |           |  |
| Cozza Galla Ad. Tonini Bertoli | Marcatori |  |

## Statistiche

### Statistiche di squadra
| Competizione             | Punti | In casa | In casa | In casa | In casa | In casa | In casa | In trasferta | In trasferta | In trasferta | In trasferta | In trasferta | In trasferta | Totale | Totale | Totale | Totale | Totale | Totale | DR  |
| Competizione             | Punti | G       | V       | N       | P       | Gf      | Gs      | G            | V            | N            | P            | Gf           | Gs           | G      | V      | N      | P      | Gf     | Gs     | DR  |
| ------------------------ | ----- | ------- | ------- | ------- | ------- | ------- | ------- | ------------ | ------------ | ------------ | ------------ | ------------ | ------------ | ------ | ------ | ------ | ------ | ------ | ------ | --- |
| Girone di qualificazione | 16    | 5       | 5       | 0       | 0       | 30      | 6       | 5            | 3            | 0            | 2            | 13           | 7            | 10     | 8      | 0      | 2      | 43     | 13     | +30 |
| Girone Semifinale Nord D | 5     | 3       | 2       | 1       | 0       | 8       | 3       | 3            | 0            | 0            | 0            | 0            | 20           | 6      | 2      | 1      | 3      | 8      | 23     | -15 |

### Statistiche giocatori
| Giocatore     | Prima categoria | Prima categoria |
| Giocatore     | Presenze        | Reti            |
| ------------- | --------------- | --------------- |
| Baggio        | 3               | 1               |
| N. Bertoli    | 12              | 8               |
| Bonavoglia    | 5               | 0               |
| Bosaglia      | 6               | 0               |
| A. Casalini   | 13              | 6               |
| D. Ciscato    | 10              | 0               |
| Cozza         | 11              | 12              |
| U. Donà       | 15              | 0               |
| Franzon       | 22              | 1               |
| A. Galla      | 8               | 6               |
| A. Garelli    | 11              | 1               |
| Ricci         | 6               | 3               |
| A, Tonini     | 15              | 10              |
| G. Tonini     | 15              | 1               |
| G. Vallesella | 14              | 3               |
| E. Zanon      | 10              | 0               |
| G. Zanon      | 9               | 0               |